# Chicxulub

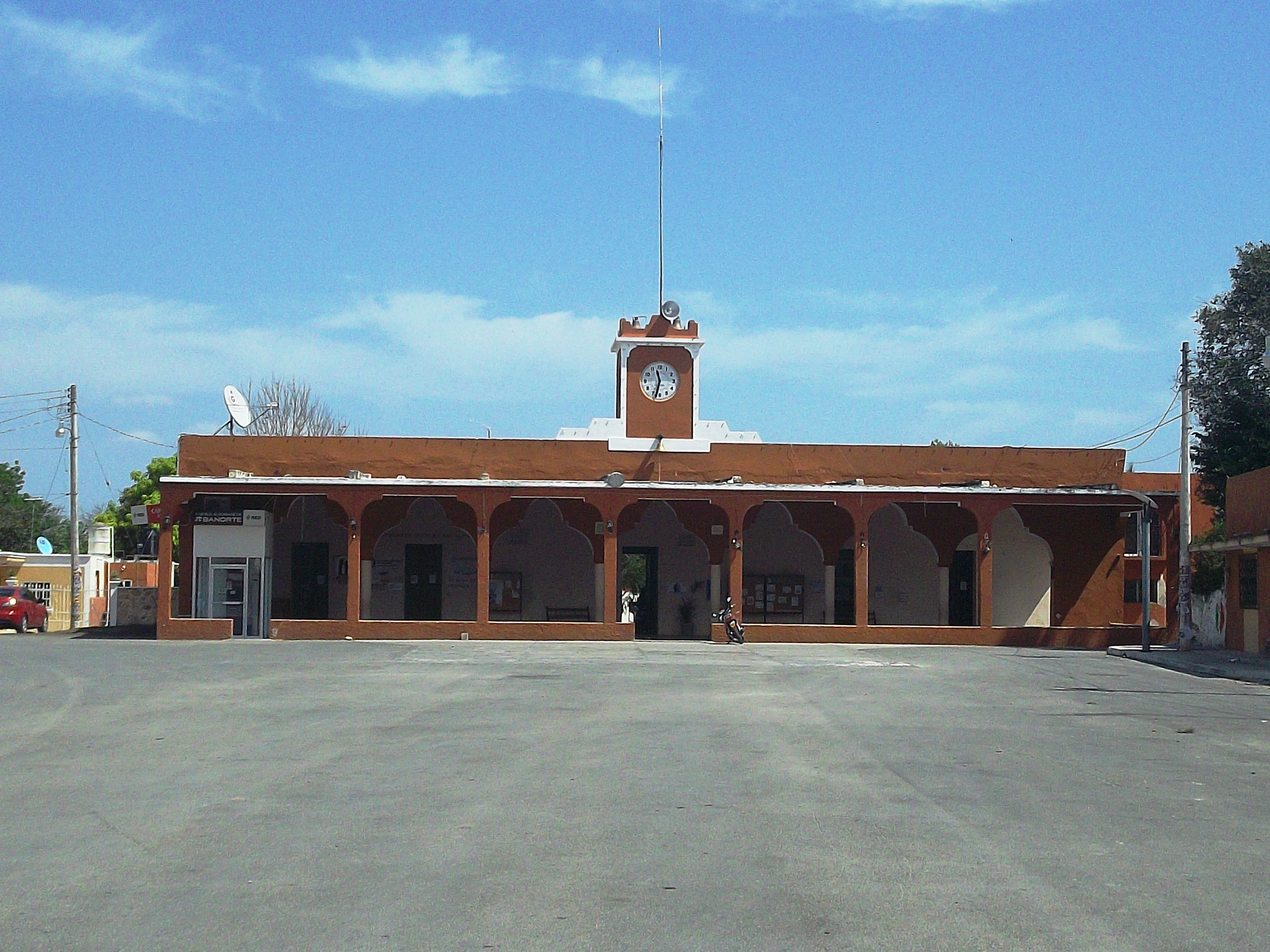
Kommunhuset i Chicxulub Pueblo, Yucatán.

Chicxulub är en ort i kommunen Chicxulub Pueblo i delstaten Yucatáns.
Chicxulub är mest känt för att ligga nära nedslagsplatsen, hamnen Chicxulub Puerto i epicentret för Chicxulubkratern, en nedslagskrater som sträcker sig ut i havet utanför Yucatánhalvöns kust. Chicxulub Puerto ligger bara 6 km från den större hamnstaden Progreso de Castro.

## Etymologi
Chicxulub eller Chacxulub är båda Yucatek Mayaspråk, där ch’ik betyder "lus" eller "fästing", och xulub’ betyder "demon eller horn".
Chacxulub var namnet som Nakuk Pech använde om sin hemstad Chac Xulub Chen, vilket står för "De stora hornens källa", kanske för att något ståtligt hjorthorn hittats där eller blivit uppsatt för att markera platsen. Det nu gällande namnet ChicXulub har troligen tillkommit som en parodi eller ordlek. Det betyder att göra hanrej av någon, att sätta horn på honom.